# 南哈克施泰特
南哈克施泰特（德語：Süderhackstedt）是德国石勒苏益格－荷尔斯泰因州的一个市镇。总面积10.15平方公里，总人口341人，其中男性191人，女性150人（2011年12月31日），人口密度34人/平方公里。